# 2003年の日本公開映画
- 映画 > 映画の一覧 > 年度別日本公開映画 > 2003年の日本公開映画
- 映画 > 2003年の映画 > 2003年の日本公開映画

2003年の日本公開映画（2003ねんのにほんこうかいえいが）では、2003年（平成15年）1月1日から同年12月31日までに日本で商業公開された映画の一覧を記載。作品名の右の丸括弧内は製作国を示す。
記載の凡例については年度別日本公開映画#凡例を参照

## 作品一覧

### 1月
- 2日
  - シベリア超特急3 ( 日本)
- 5日
  - チベットの女/イシの生涯 ( 中国)
- 11日
  - ウォーク・トゥ・リメンバー ( アメリカ合衆国)
  - 運命の女 ( アメリカ合衆国)
  - ハードキャッシュ ( アメリカ合衆国)
  - ゴーストシップ ( アメリカ合衆国)
  - バティニョールおじさん ( フランス)
  - オーファンズ ( イギリス)
  - T.R.Y. ( 日本 /  中国)
  - 姐御 ( 日本)
  - 刑事まつり ( 日本)
- 18日
  - オールド・ルーキー ( アメリカ合衆国)
  - カンパニーマン ( アメリカ合衆国)
  - クン・パオ!燃えよ鉄拳 ( アメリカ合衆国)
  - 僕のスウィング ( フランス)
  - アウトライブ ( 韓国)
  - スパイチーム ( 香港)
  - 西洋鏡/映画の夜明け ( 中国)
  - アカルイミライ ( 日本)
  - 壬生義士伝 ( 日本)
  - 黄泉がえり ( 日本)
  - ON THE BOAT ( 日本)
- 19日
  - ペネロペ・クルス/情熱の処女 ～スペインの宝石～ ( スペイン)
- 25日
  - イナフ ( アメリカ合衆国)
  - フィアー・ドット・コム ( アメリカ合衆国)
  - ブルー・イグアナの夜 ( アメリカ合衆国)
  - ボウリング・フォー・コロンバイン ( アメリカ合衆国)
  - ボーン・アイデンティティー ( アメリカ合衆国)
  - ウエルカム!ヘヴン ( スペイン)
  - 小さな中国のお針子 ( フランス /  中国)
  - ロベルト・スッコ ( フランス /  スイス)
  - ラベンダー ( 香港)
  - 猟奇的な彼女 ( 韓国)
  - 呪怨 ( 日本)
  - ラヴァーズ・キス ( 日本)
  - ヘヴンズ・ドア 殺人症候群 ( 日本)
  - すべては夜から生まれる ( 日本)
  - 一票のラブレター (国不明)

### 2月
- 1日
  - トランスポーター ( アメリカ合衆国)
  - ストーカー ( アメリカ合衆国)
  - ケミカル51 ( イギリス /  カナダ)
  - マルグリット・デュラスのアガタ ( フランス)
  - 裸足の1500マイル ( オーストラリア)
  - 青の稲妻 ( 中国 /  韓国 /  日本)
- 8日
  - デュースワイルド ( アメリカ合衆国)
  - レッド・ドラゴン ( アメリカ合衆国)
  - Hello! オズワルド ( アメリカ合衆国 /  イギリス)
  - アレックス ( フランス)
  - 銀幕のメモワール ( フランス)
  - 13階段 ( 日本)
  - 曖昧な未来、黒沢清 ( 日本)
- 15日
  - ホワイト・オランダー ( アメリカ合衆国)
  - Mr.ディーズ ( アメリカ合衆国)
  - ディレイルド 暴走超特急 ( アメリカ合衆国 /  ドイツ)
  - 戦場のピアニスト ( ポーランド /  フランス /  ドイツ /  イギリス)
  - ふたりのトスカーナ ( イタリア)
  - ティント・ブラス　秘蜜 ( イタリア)
  - カルマ ( 香港)
  - 新 仁義なき戦い-謀殺- ( 日本)
  - SEMI 鳴かない蝉 ( 日本)
  - 船を降りたら彼女の島 ( 日本)
  - オー・ド・ヴィ ( 日本)
  - 雀鬼くずれ ( 日本)
- 22日
  - クリスティーナの好きなコト ( アメリカ合衆国)
  - ビロウ ( アメリカ合衆国)
  - ロード・オブ・ザ・リング/二つの塔 ( アメリカ合衆国 /  ニュージーランド)
  - エルミタージュ幻想 ( ロシア /  ドイツ /  日本)

### 3月
- 1日
  - 歓楽通り ( フランス)
  - Kissingジェシカ ( アメリカ合衆国)
  - スリーピング・ディクショナリー ( アメリカ合衆国)
  - ダークネス ( スペイン)
  - 劇場版 首領への道 ( 日本)
  - ブラッディ・マロリー ( フランス)
  - 抱擁 ( アメリカ合衆国)
  - ONE PIECE THE MOVIE デッドエンドの冒険 ( 日本)
- 8日
  - 逢いたくて ( フランス)
  - 赤い部屋の恋人 ( アメリカ合衆国)
  - あの子を探して ( 中国)
  - インプラント ( アメリカ合衆国)
  - SF Short Films ( 日本)
  - 終わりなし ( ポーランド)
  - キープ・クール ( 中国)
  - ジェイ&サイレント・ボブ 帝国への逆襲 ( アメリカ合衆国)
  - 007 ダイ・アナザー・デイ ( アメリカ合衆国 /  イギリス)
  - ドラえもん のび太とふしぎ風使い ( 日本)
  - ノー・グッド・シングス ( ドイツ /  アメリカ合衆国)
  - Pa-Pa-Pa ザ★ムービー パーマン ( 日本)
  - ヘヴン ( ドイツ /  イギリス)
  - モーヴァン ( イギリス)
  - ラスムスくんの幸せをさがして ( スウェーデン)
  - リロ・アンド・スティッチ ( アメリカ合衆国)
- 9日
  - 傷跡 ( ポーランド)
- 15日
  - 青の炎 ( 日本)
  - イブ ( カナダ)
  - 女はバス停で服を着替えた ( 日本)
  - 過去のない男 ( フィンランド)
  - 卒業 ( 日本)
  - タキシード ( アメリカ合衆国)
- 21日
  - ガン&トークス ( 韓国)
  - キャッチ・ミー・イフ・ユー・キャン ( アメリカ合衆国)
  - 処女 ( フランス /  イタリア /  スペイン)
  - ピノッキオ ( イタリア /  アメリカ合衆国)
  - 棒たおし! ( 日本)
- 22日
  - OKITE やくざの詩 ( 日本)
  - 新・影の軍団 序章 伊賀vs甲賀vs風魔 ( 日本)
  - 24アワー・パーティ・ピープル ( イギリス)
  - 能楽師 ( 日本)
  - 武勇伝 ( 日本)
  - プール ( アメリカ合衆国)
- 29日
  - アナライズ・ユー ( アメリカ合衆国)
  - おばあちゃんの家 ( 韓国)
  - 近未来蟹工船 レプリカント・ジョー ( 日本)
  - クローサー ( 香港 /  アメリカ合衆国)
  - The EYE ( タイ /  香港)
  - スパイダー/少年は蜘蛛にキスをする ( カナダ /  イギリス /  フランス)
  - ブラック・ダイヤモンド ( アメリカ合衆国)
  - blue ( 日本)
  - マイ・ビューティフル・ジョー ( アメリカ合衆国 /  イギリス)
  - 許されざる者 ( 日本)
  - リベリオン ( アメリカ合衆国)

### 4月
- 5日
  - デアデビル （ アメリカ合衆国）
  - WATARIDORI （ フランス）
  - エーミールと探偵たち （ ドイツ）
  - 11'09''01/セプテンバー11 （ イギリス /  ドイツ）
  - 鏡の女たち （ 日本）
  - わたしのグランパ （ 日本）
  - 黄龍 イエロードラゴン （ 日本）
- 12日
  - ネメシス/S.T.X （ アメリカ合衆国）
  - 母と娘 （ フィリピン）
  - ミレニアム・マンボ （ 台湾）
  - 星に願いを。 （ 日本）
  - ぼくんち （ 日本）
  - プレイガール （ 日本）
  - 人斬り銀次 （ 日本）
- 19日
  - スピリット きれいな涙 SPIRIT （ アメリカ合衆国）
  - シカゴ （ アメリカ合衆国）
  - ライ麦畑をさがして （ アメリカ合衆国）
  - ドリームキャッチャー （ アメリカ合衆国）
  - ベッカムに恋して （ イギリス）
  - ミー・ウィズアウト・ユー （ イギリス /  ドイツ）
  - 落穂拾い・二年後 （ フランス）
  - MOON CHILD （ 日本）
  - 名探偵コナン 迷宮の十字路 （ 日本）
  - クレヨンしんちゃん 嵐を呼ぶ 栄光のヤキニクロード （ 日本）
  - ラーゼフォン 多元変奏曲 （ 日本）
- 25日
  - アイ・スパイ （ アメリカ合衆国）
  - CUBE2 （ アメリカ合衆国）
  - アルマーニ （ イギリス /  イタリア）
- 26日
  - きみの帰る場所/アントワン・フィッシャー （ アメリカ合衆国）
  - サイドウォーク・オブ・ニューヨーク （ アメリカ合衆国）
  - カントリー・ベアーズ （ アメリカ合衆国）
  - 愛してる、愛してない… （ フランス）
  - D.I. （ フランス /  パレスチナ）
  - 少女の髪どめ （ イラン）
  - ボイス （ 韓国）
  - 北京ヴァイオリン （ 中国）
  - ハッピー・フューネラル （ 中国 /  アメリカ合衆国）
  - NOEL （ 日本）
  - 魔界転生 （ 日本）
  - 夢 追いかけて （ 日本）
  - ばかのハコ船 （ 日本）
  - 3on3 スリー・オン・スリー （ 日本）
  - ござまれじ（ 日本）

### 5月
- 3日
  - X-MEN2 （ アメリカ合衆国）
  - 散歩する惑星 （ スウェーデン /  フランス）
  - 集団殺人クラブ （ 日本）
  - ベースボールキッズ （ 日本）
- 10日
  - メイド・イン・マンハッタン （ アメリカ合衆国）
  - 奪還 DAKKAN アルカトラズ （ アメリカ合衆国）
  - ナショナル・セキュリティ （ アメリカ合衆国）
  - ロスト・イン・ラ・マンチャ （ アメリカ合衆国 /  イギリス）
  - BULLY （ アメリカ合衆国 /  フランス）
  - Bモンキー （ アメリカ合衆国 /  イギリス /  イタリア）
  - レセ・パセ 自由への通行許可証 （ フランス）
  - 家宝 （ ポルトガル /  フランス）
  - 春の惑い （ 中国）
  - ミッシング・ガン （ 中国 /  アメリカ合衆国）
  - あずみ （ 日本）
  - ぷりてぃ・ウーマン （ 日本）
  - バカブロッサム!馬鹿風呂 （ 日本）
- 17日
  - めぐりあう時間たち （ アメリカ合衆国）
  - プルート・ナッシュ （ アメリカ合衆国）
  - サラマンダー （ アメリカ合衆国）
  - エニグマ （ イギリス）
  - TAXi3 （ フランス）
  - 風の絨毯 （ イラン /  日本）
- 24日
  - アバウト・シュミット （ アメリカ合衆国）
  - トゥー・ウィークス・ノーティス （ アメリカ合衆国）
  - ハンテッド （ アメリカ合衆国）
  - 灰の記憶 （ アメリカ合衆国）
  - 8 Mile （ アメリカ合衆国）
  - アニマトリックス （ アメリカ合衆国）
  - NARC ナーク （ アメリカ合衆国）
  - 撃鉄 FEKITETZ ワルシャワの標的 （ アメリカ合衆国）
  - ギャングスター・ナンバー1 （ イギリス /  ドイツ）
  - 神に選ばれし無敵の男 （ ドイツ /  イギリス）
  - 発禁本-SADE （ フランス）
  - ダブル・ビジョン （ 香港）
  - チルソクの夏 （ 日本）
  - 六月の蛇 （ 日本）
- 31日
  - バンガーシスターズ （ アメリカ合衆国）
  - ヤァヤァ・シスターズの聖なる秘密 （ アメリカ合衆国）
  - ニュー・ガイ （ アメリカ合衆国）
  - コーリング （ アメリカ合衆国 /  ドイツ）
  - ジャンダラ （ タイ）
  - ホーリー・スモーク （ アメリカ合衆国 /  オーストラリア）
  - テハンノで売春していてバラバラ殺人にあった女子高生、まだテハンノにいる （ 韓国）
  - 黒水仙 （ 韓国）

### 6月
- 2日
  - 手紙 （ 日本）
- 7日
  - CAPA in Love & War キャパ・イン・ラブ・アンド・ウォー （ アメリカ合衆国）
  - ザ・コア （ アメリカ合衆国）
  - 二重スパイ （ 韓国）
  - ブルー・エンカウンター （ 香港）
  - マトリックス リローデッド （ アメリカ合衆国）
  - マナに抱かれて （ 日本）
- 14日
  - アンダー・サスピション （ アメリカ合衆国）
  - キャンパス・クレージー （ アメリカ合衆国）
  - すてごろ 梶原三兄弟激動昭和史 （ 日本）
  - スパイ・ゾルゲ （ 日本）
  - ニューヨーク 最後の日々 （ アメリカ合衆国）
  - ノボ （ フランス）
  - パイラン （ 韓国）
  - ホテル・ハイビスカス （ 日本）
  - メラニーは行く! （ アメリカ合衆国）
  - ブロンドと柩の謎 （ アメリカ合衆国）
  - 略奪者 （ フランス）
  - 恋愛寫眞 （ 日本）
  - Rodeo Drive -ロデオドライブ- （ 日本）
- 21日
  - ALIVE （ 日本）
  - 人生は、時々晴れ （ イギリス）
  - ソラリス （ アメリカ合衆国）
  - ブルークラッシュ （ アメリカ合衆国）
  - ミニミニ大作戦 （ アメリカ合衆国）
  - ライフ・イズ・ジャーニー （ 日本）
- 28日
  - アメリカン・アウトロー （ アメリカ合衆国）
  - 運転手の恋 （ 台湾）
  - EX エックス （ アメリカ合衆国）
  - クラッシュ （ 日本）
  - シティ・オブ・ゴッド （ ブラジル）
  - チャーリーズ・エンジェル フルスロットル （ アメリカ合衆国）
  - デブラ・ウィンガーを探して （ アメリカ合衆国）
  - トーク・トゥ・ハー （ スペイン）
  - トエンティマン・ブラザーズ （ オーストラリア）
  - 夏休みのレモネード （ アメリカ合衆国）
  - 眠る右手を （ 日本）
  - 氷海の伝説 （ カナダ）
  - ぼくの妻はシャルロット・ゲンズブール （ フランス）
  - BORDER LINE （ 日本）
  - ムーンライト・マイル （ アメリカ合衆国）

### 7月
- 5日
  - さよなら、クロ （ 日本）
  - デッドコースター （ アメリカ合衆国）
  - テープ （ アメリカ合衆国）
  - 変身パワーズ （ アメリカ合衆国）
  - マニトの靴 （ ドイツ）

- 12日
  - アリ・G （ イギリス）
  - エデンより彼方に （ アメリカ合衆国）
  - Summer Nude （ 日本）
  - 蒸発旅日記 （ 日本）
  - それいけ!アンパンマン ルビーの願い （ 日本）
  - ターミネーター3 （ アメリカ合衆国）
  - デッドベイビーズ （ アメリカ合衆国）
  - トレジャー・プラネット （ アメリカ合衆国）
  - バトル・ロワイアルII 鎮魂歌 （ 日本）
  - ハリウッド★ホンコン （ 香港）
  - ぼくの孫悟空 （ 日本）
- 19日
  - 踊る大捜査線 THE MOVIE 2 レインボーブリッジを封鎖せよ! （ 日本）
  - 永遠のマリア・カラス （ フランス /  イタリア /  イギリス /  ルーマニア /  スペイン）
  - 劇場版ポケットモンスター アドバンスジェネレーション 七夜の願い星 ジラーチ （ 日本）
  - ジェームズ・キャメロンの タイタニックの秘密 （ アメリカ合衆国）
  - 地獄甲子園 （ 日本）
  - 白百合クラブ東京へ行く （ 日本）
  - セクレタリー （ アメリカ合衆国）
  - 戦場に咲く花 （ 中国 /  日本）
  - チェーン （ 日本）
  - ナイン・ソウルズ （ 日本）
  - ブロンド・ライフ （ アメリカ合衆国）
  - 劇場版ポケットモンスター おどるポケモンひみつ基地 （ 日本）
  - マイ・ビッグ・ファット・ウエディング （ アメリカ合衆国）
  - ムーミン パペット・アニメーション （ ポーランド）
- 23日
  - もも子、かえるの歌がきこえるよ。 （ 日本）
- 25日
  - 労働者たち、農民たち （ フランス /  イタリア）
- 26日
  - 藍色夏恋 （ 台湾）
  - えびボクサー （ イギリス）
  - カクト （ 日本）
  - チャンピオン （ 韓国）
  - 茄子 アンダルシアの夏 （ 日本）
  - パンチドランク・ラブ （ アメリカ合衆国）
  - 郵便配達の学校 （ フランス）
  - ライフ・オブ・デビッド・ゲイル （ アメリカ合衆国）

### 8月
- 2日
  - パイレーツ・オブ・カリビアン/呪われた海賊たち （ アメリカ合衆国）
  - フリーダ （ アメリカ合衆国）
  - スウェプト・アウェイ （ アメリカ合衆国）
  - ハルク （ アメリカ合衆国）
  - アンダーカバー・ブラザー （ アメリカ合衆国）
  - ベアーズ・キス （ カナダ）
  - キリクと魔女 （ フランス）
  - クローン・オブ・エイダ （ ドイツ /  アメリカ合衆国）
  - 10話 （ イラン）
  - ウルトラマンコスモスVSウルトラマンジャスティス THE FINAL BATTLE （ 日本）
  - 新世紀2003ウルトラマン伝説 THE KING'S JUBILEE （ 日本）
  - 八月のかりゆし （ 日本）
  - H story （ 日本）
- 9日
  - 10日間で男を上手にフル方法 （ アメリカ合衆国）
  - 名もなきアフリカの地で （ ドイツ）
- 16日
  - コンフェッション （ アメリカ合衆国）
  - クラバート （ チェコスロバキア）
  - HERO （ 香港 /  中国）
  - 劇場版 仮面ライダー555 パラダイス・ロスト （ 日本）
  - 幽霊VS宇宙人 （ 日本）
  - こぼれる月 （ 日本）
  - ゲロッパ! （ 日本）
  - 爆竜戦隊アバレンジャー DELUXE アバレサマーはキンキン中! （ 日本）
- 23日
  - ファム・ファタール （ アメリカ合衆国）
  - ウェルカム・トゥ・コリンウッド （ アメリカ合衆国）
  - ワイルド・スピードX2 （ アメリカ合衆国）
  - 28日後... （ イギリス）
  - デス・フロント （ イギリス）
  - ワンダー・アンダー・ウォーター 原色の海 （ ドイツ）
  - アフリカへの想い （ ドイツ）
  - シェフと素顔と、おいしい時間 （ フランス）
  - 天使の牙B.T.A. （ 日本）
  - 呪怨2 （ 日本）
- 30日
  - デス・フロント （ イギリス）
  - レボリューション6 （ ドイツ）
  - HOTEL （ イギリス /  イタリア）
  - 狂気のクロニクル （ チェコスロバキア）
  - ロスト・バイ・デッド （ 日本）
  - ドラゴンヘッド （ 日本）
  - 完全なる飼育 秘密の地下室 （ 日本）
  - ここに、幸あり （ 日本）

### 9月
- 6日
  - 座頭市 ( 日本)
  - 月の砂漠 ( 日本)
  - 蛇イチゴ ( 日本)
  - 障害者イズム このままじゃ終われない Part1 自立への2000日 ( 日本)
  - ドッグ・ソルジャー ( イギリス)
  - アンナ まなざしの向こうに ( ドイツ)
  - 戦場のフォトグラファー ジェームズ・ナクトウェイの世界 ( スイス)
- 13日
  - ロボコン ( 日本)
  - 偶然にも最悪な少年 ( 日本)
  - 福耳-FUKUMIMI- ( 日本)
  - 17才 〜旅立ちのふたり〜 ( 日本)
  - 青春ばかちん料理塾 ( 日本)
  - IKKA:一和 ( 日本)
  - シモーヌ ( アメリカ合衆国)
  - 閉ざされた森 ( アメリカ合衆国 /  カナダ)
  - 私は「うつ依存症」の女 ( アメリカ合衆国 /  ドイツ)
  - リベンジャーズ・トラジティ ( イギリス)
  - ビタースウィート ( ドイツ /  アメリカ合衆国)
  - クジラの島の少女 ( ニュージーランド)
  - ブラックマスク2 ( 香港)
- 20日
  -  新 影の軍団 第参章 ～地雷火～ ( 日本)
  - 釣りバカ日誌14/お遍路大パニック! ( 日本)
  - トゥームレイダー2 ( アメリカ合衆国)
  - くたばれ!ハリウッド ( アメリカ合衆国)
  - ノックアラウンド・ガイズ ( アメリカ合衆国)
  - サハラに舞う羽根 ( アメリカ合衆国 /  イギリス)
  - 夕映えの道 ( フランス)
  - ぼくの好きな先生 ( フランス)
  - リード・マイ・リップス ( フランス)
  - 10億分の1の男 ( スペイン)
  - トランサー 霊幻警察 ( 香港)
- 27日
  - ROCKERS ( 日本)
  - ドッペルゲンガー ( 日本)
  - カンガルー・ジャック ( アメリカ合衆国)
  - S.W.A.T. ( アメリカ合衆国)
  - KEN PARK ケン パーク ( アメリカ合衆国)
  - ザ・レース ( フランス)
  - 法王の銀行家 ロベルト・カルヴィ暗殺事件 ( イタリア)
  - たまゆらの女 ( 中国)

### 10月
- 4日
  - アララトの聖母 （ カナダ /  フランス）
  - ウォー・レクイエム （ イギリス）
  - 陰陽師II （ 日本）
  - 荒神 （ 日本）
  - 自殺マニュアル （ 日本）
  - ジョニー・イングリッシュ （ イギリス /  フランス /  アメリカ合衆国）
  - 2LDK （ 日本）
  - ネレ&キャプテン 壁をこえて （ ドイツ）
  - バリスティック （ アメリカ合衆国 /  ドイツ）
  - マッチスティック・メン （ アメリカ合衆国）
  - 山猫は眠らない2 狙撃手の掟 （ アメリカ合衆国）
  - 蕨野行 （ 日本）
- 11日
  - アマロ神父の罪 （ メキシコ）
  - インファナル・アフェア （ 香港）
  - SSU （ 韓国）
  - 黄金の法 エル・カンターレの歴史観 - The Golden Laws （ 日本）
  - 巌流島 -GANRYUJIMA- （ 日本）
  - 月曜日に乾杯! （ フランス /  イタリア）
  - サンダーパンツ! （ イギリス））
  - 集団殺人クラブ Returns （ 日本）
  - スパイキッズ3-D:ゲームオーバー （ アメリカ合衆国）
  - デコトラの鷲 祭りばやし （ 日本）
  - マグダレンの祈り （ イギリス /  アイルランド）
  - リーグ・オブ・レジェンド/時空を超えた戦い （ アメリカ合衆国 /  ドイツ）
- 18日
  - 恋は邪魔者 （ アメリカ合衆国）
  - DEAD END RUN （ 日本）
  - フレディVSジェイソン （ アメリカ合衆国）
  - ほえる犬は噛まない （ 韓国）
  - 女神が家にやってきた （ アメリカ合衆国）
  - 輪舞曲 ～ロンド～ （ 日本）
- 25日
  - アイデンティティー （ アメリカ合衆国）
  - 赤目四十八瀧心中未遂 （ 日本）
  - キル・ビル Vol.1 （ アメリカ合衆国）
  - 死ぬまでにしたい10のこと （ スペイン）
  - ティアーズ・オブ・ザ・サン （ アメリカ合衆国）
  - 天使の肌 （ フランス）
  - ファイト★ガールズ （ 日本）
  - HELL ヘル （ アメリカ合衆国）
  - 龍城恋歌 （ 中国）

### 11月
- 1日
  - ジャスト・マリッジ （ アメリカ合衆国）
  - ポロック 2人だけのアトリエ （ アメリカ合衆国）
  - ボブ・クレイン 快楽を知ったTVスター （ アメリカ合衆国）
  - ひめごと （ フランス）
  - フェリーニ/大いなる嘘つき （ フランス /  イタリア /  イギリス）
  - 木更津キャッツアイ 日本シリーズ （ 日本）
  - ストロベリーフィールド （ 日本）
  - 花 （ 日本）
  - 異形の肖像 （ 日本）
- 5日
  - マトリックス レボリューションズ （ アメリカ合衆国）
- 8日
  - 歌追い人 （ アメリカ合衆国）
  - 真実のマレーネ・ディートリッヒ （ フランス /  ドイツ /  アメリカ合衆国）
  - サロメ （ スペイン）
  - 再見/ツァイツェン、また逢う日まで （ 中国）
  - 阿修羅のごとく （ 日本）
  - 風の舞/闇を拓く光の詩 （ 日本）
  - カタルシス （ 日本）
  - g@me. （ 日本）
  - スカイハイ 劇場版 （ 日本）
  - 昭和歌謡大全集 （ 日本）
  - 東京ゴッドファーザーズ （ 日本）
  - 復活 （ 日本）
  - 密愛 （ 日本）
  - リバー （ 日本）
- 15日
  - キューティ・ブロンド/ハッピーMAX （ アメリカ合衆国）
  - シャンハイ・ナイト （ アメリカ合衆国）
  - ブルドッグ （ アメリカ合衆国）
  - ルールズ・オブ・アトラクション （ アメリカ合衆国）
  - ロイヤル・セブンティーン （ アメリカ合衆国）
  - イン・ディス・ワールド （ イギリス）
  - 女はみんな生きている （ フランス）
  - ウィニング・パス （ 日本）
- 18日
  - ホーム・スイートホーム2/日傘の来た道 （ 日本）
- 22日
  - フォーン・ブース （ アメリカ合衆国）
  - ブラウン・バニー （ アメリカ合衆国）
  - 飛ぶ教室 （ ドイツ）
  - 幸福の鐘 （ 日本）
  - 日本の裸族 （ 日本）
  - セブンス アニバーサリー （ 日本）
- 29日
  - アンダーワールド （ アメリカ合衆国）
  - バッドボーイズ 2バッド （ アメリカ合衆国）
  - ケイティ （ アメリカ合衆国）
  - エヴァとステファンとすてきな家族 （ スウェーデン /  デンマーク /  イタリア）
  - TAIZO〜戦場カメラマン・一ノ瀬泰造の真実〜 （ 日本）
  - river（ 日本）

### 12月
- 6日
  - あたしンち （ 日本）
  - ヴァイブレータ （ 日本）
  - スティール （ イギリス /  フランス /  カナダ）
  - ファインディング・ニモ （ アメリカ合衆国）
  - ラストサムライ （ アメリカ合衆国）
- 13日
  - イン・アメリカ/三つの小さな願いごと （ アイルランド /  イギリス）
  - ゴジラ×モスラ×メカゴジラ 東京SOS （ 日本）
  - ジョゼと虎と魚たち （ 日本）
  - 精霊流し （ 日本）
  - 劇場版 とっとこハム太郎 ハムハムグランプリン オーロラ谷の奇跡 （ 日本）
  - MUSA -武士- （ 韓国）
  - 息子のまなざし （ フランス /  ベルギー）
- 20日
  - アイデン&ティティ （ 日本）
  - 犬夜叉 天下覇道の剣 （ 日本）
  - こちら葛飾区亀有公園前派出所 THE MOVIE 2 UFO襲来!トルネード大作戦!! （ 日本）
  - コール （ アメリカ合衆国）
  - 最後の恋、初めての恋 （ 日本 /  中国）
  - すべては愛のために （ アメリカ合衆国）
  - パリ・ルーヴル美術館の秘密 （ フランス）
  - ブルース・オールマイティ （ アメリカ合衆国）
  - フル・フロンタル （ アメリカ合衆国）
  - ミシェル・ヴァイヨン （ フランス）
  - デッドロック （ アメリカ合衆国）
- 27日
  - ミッション・クレオパトラ （ フランス）